# 卡迈纳武尔拉
卡迈纳武尔拉（希臘語：Καμένα Βούρλα）是希腊中希臘大區弗西奥蒂斯专区的市镇，行政中心为卡迈纳武尔拉镇。市镇面积为339.0平方公里，2021年人口数量为10,924人。
现今范围的市镇设立于2011年地方政府改革中，由原3个市镇（卡迈纳武尔拉、圣康斯坦丁诺斯及莫洛斯）合并而成，原市镇则成为此市镇的3个市区。卡迈纳武尔拉市区（即原卡迈纳武尔拉市镇）的面积为117.9平方公里，2021年人口数量为4,361人。最初时市镇名字为“莫洛斯-圣康斯坦丁诺斯”，2018年市镇名字改为现名。